# 黑胸山鹪莺
为鶲科鹪莺属的鸟类。分布于不丹，中国，印度，印尼，老挝，马来西亚，缅甸，尼泊尔，泰国，和越南。该物种的模式产地在印度。

## 亚种
- 黑喉山鷦鶯指名亚种（学名：Prinia atrogularis atrogularis）。在中国大陆，分布于西藏等地。该物种的模式产地在印度。[3]
- ：分布于印度东北部（阿萨姆）至孟加拉国、缅甸西部和中国南部。[4]